# Kanton Douai
Der Kanton Douai ist der mit der Kantonsreform 2015 gebildete 15. Kanton des Départements Nord und gehört zum Arrondissement Douai. 

## Gemeinden
Der Kanton besteht aus sieben Gemeinden mit insgesamt 62.130 Einwohnern (Stand: 1. Januar 2022) auf einer Gesamtfläche von 50,49 km²:
| Gemeinde            | Einwohner 1. Januar 2022 | Fläche km² | Dichte Einw./km² | Code INSEE | Postleitzahl |
| ------------------- | ------------------------ | ---------- | ---------------- | ---------- | ------------ |
| Courchelettes       | 2.868                    | 1,67       | 1.717            | 59156      | 59552        |
| Cuincy              | 6.499                    | 7,01       | 927              | 59165      | 59553        |
| Douai               | 39.833                   | 16,88      | 2.360            | 59178      | 59500        |
| Esquerchin          | 902                      | 5,34       | 169              | 59211      | 59553        |
| Flers-en-Escrebieux | 5.533                    | 7,11       | 778              | 59234      | 59128        |
| Lambres-lez-Douai   | 4.902                    | 8,81       | 556              | 59329      | 59552        |
| Lauwin-Planque      | 1.593                    | 3,67       | 434              | 59334      | 59553        |
| Kanton Douai        | 62.130                   | 50,49      | 1.231            | 5915       | –            |